# Christopher Beeby
Christopher David „Chris“ Beeby (* 1935 in Neuseeland; † 19. März 2000 in Genf) war ein neuseeländischer Diplomat, Jurist und Mitglied des WTO Appellate Body.

## Leben
Christopher „Chris“ Beeby wurde 1935 in Neuseeland geboren. Er studierte einige Jahre später Rechtswissenschaften an der Victoria University in Wellington und der London School of Economics. Nach dem Studium arbeitete er in der Rechtsabteilung des neuseeländischen Außenministeriums. In dieser Tätigkeit war er Rechtsberater beim Abschluss des Neuseeland-Australien-Freihandelsabkommens. 1963 arbeitete er in der neuseeländischen Vertretung bei den Vereinten Nationen in New York.

### Botschafter im Iran
Im Jahr 1969 wurde er Leiter der Rechtsabteilung des Außenministeriums, im Jahr 1976 Leiter der Wirtschaftsabteilung. Dies blieb er, bis er 1978 Botschafter im Iran und in Pakistan wurde, was er zwei Jahre blieb. Während dieser Zeit war er laut Zeitzeugenberichten ein wichtiger Teil der Befreiungsaktion von amerikanischen Diplomaten aus der US-Botschaft, die nach der Iranischen Revolution durch Studenten besetzt worden war. Dies wurde bekannt, nachdem der Film Argo von Ben Affleck noch die Neuseeländer fälschlicherweise der Untätigkeit beschuldigt hatte. So war Beeby zunächst mit Mitarbeitern der US-Botschaft auf einem Ausflug, während der Sturm auf die Botschaft geschah. Als sie nach Teheran zurückkehrten, versteckte Beeby die vier US-Diplomaten in der Botschaft Neuseelands. Zwei Diplomaten begannen sich dann selbst zu einem Rettungspunkt durchzuschlagen. Mit seinem stellvertretenden Botschafter Richard Sewell schmuggelte Beeby zwei Diplomaten in die kanadische Botschaft und dann schmuggelte Sewer die beiden und einen CIA-Mitarbeiter zum Flughafen. Wegen dieser Rettungsaktion nannte der New Zealand Herald Beeby Neuseeländer des Jahres 1979. In einer anderen historischen Schilderung wird Beebys Rolle sogar noch stärker betont. So habe Beeby den Premierminister Muldoon zunächst gefragt, ob Neuseeland den vier Diplomaten Unterschlupf gewähren könne. Dieser habe darauf geantwortet, dass er, also der Premier, Präsident Jimmy Carter nichts schulde. Beeby hat dann auf eigene Verantwortung den Diplomaten Unterschlupf gewährt.
Beeby war neben den Tätigkeiten im diplomatischen Dienst für Neuseeland auch als hochrangiger Anwalt im internationalen Recht tätig. Im Laufe seiner Karriere nahm er an acht Sitzungen der Generalversammlung der Vereinten Nationen sowie an den Verhandlungen zum Law of the Sea der Vereinten Nationen und anderen internationalen Treffen zu Menschenrechten, Fischerei, Meeresverschmutzung, Antarktis und Klimawandel teil. Er vertrat Neuseeland vor dem IGH im Nuclear Test Case von 1973–74 und in der Rainbow Warrior-Schiedsverhandlung von 1989 bis 1990.

### Antarktis-Mineralienabkommen
Im Jahr 1982 wurde er Vorsitzender eines außerordentlichen Treffens (special consultative meeting) im Rahmen des Antarktis-Vertrages. Die erste Verhandlungsrunde dieses Treffen fand im Juni 1982 in Wellington statt. Beeby wird eine zentrale Rolle in den Verhandlungen zugeschrieben. So habe er ständig in persönlichen Treffen mit den Vertretern anderer Nationen verhandelt. Die Gruppe von bedeutenden Diplomaten um ihn wurde Beeby Consultation Group genannt. Der Gruppe wird in der Rückschau eine große Autorität zugesprochen, so hatten sie die Möglichkeit, Kompromisse mit anderen Staaten, auch für ihre Staaten, zu schließen. Beeby selbst war es möglich, durch persönliche Kontakte viele Diplomaten zu beeinflussen. Den ersten Entwurf zu dem Vertrag, den sogenannten „Beeby draft“, veröffentlichte er nach einem Treffen in den Jahren 1982–83. Daneben gab es noch einen weiteren Entwurf, der als der „German draft“ bezeichnet wurde. Beide hatten zum Inhalt, dass Bergbau ermöglicht werden solle, sofern Umweltstandards eingehalten werden. Der Entwurf Beebys setzte sich durch und wurde die Grundlage für die nachfolgenden Verhandlungen.
Während der Jahre der Verhandlung zu einer Antarctic Mineral Convention veröffentlichte Beeby noch einige weitere Entwürfe. Sieben sogenannte „Beeby texts“ wurden zwischen 1983 und 1987 veröffentlicht. Wichtig für den Schreibprozess waren eine Reihe von Treffen in Whangaroa, zu denen Beeby nach Neuseeland eingeladen hatte. Diese Treffen sollen zwischen den Diplomaten eine effiziente Arbeitsatmosphäre geschaffen haben, sodass die Arbeit an einem Entwurf voranging.
Im Jahr 1988 fand vom 2. Mai bis 2. Juni 1988 die finale Runde der Verhandlungen statt, bei der die Antarctic Mineral Convention verabschiedet wurde. Beeby wurde für erneute Verhandlungen erneut zum Vorsitzenden gewählt. Der Vertrag ist größtenteils deckungsgleich zum dritten Vorschlag Beebys. Teilweise wird dem Vertrag vorgeworfen, dass er eine „Einladung zum Bergbau“ sei. Beeby wies diesen Vorwurf zurück und sprach davon, dass die Regelung des Vertrages das Gegenteil enthalte, biete der Vertrag doch strikte Umweltschutzmaßnahmen. Der Vertrag wurde jedoch aufgrund des Widerstandes von Australien und Frankreich am Ende von bisher keinem Staat ratifiziert.

### Nach den Verhandlungsrunden
Von 1985 bis 1991 diente er als stellvertretender Außenminister von Neuseeland. Im Jahr 1992 wurde er dann zum Botschafter Neuseelands in Frankreich und Algerien sowie zum Ständigen Vertreter bei der OECD ernannt.
Im Dezember 1995 wurde Beeby eines der ersten sieben Mitglieder des WTO Appellate Body. Zusammen mit ihnen legte er seinen Amtseid am 11. Dezember 1995 ab. Er zählte zu den drei Mitgliedern, die den ersten Appeal, United States – Standards for Reformulated and Conventional Gasoline, bearbeiteten. Im Jahr 1998 führte er für ein Jahr als Vorsitzender das Gremium. Im Dezember wurde er für eine weitere vierjährige Amtszeit wiedergewählt, die Entscheidung traf der Dispute Settlement Body am 11. Dezember 1999.
Im Jahr 1995 begannen die Vereinigten Staaten und Kanada sich um Fischereirechte von Lachsen vor den Küsten zu streiten und Beeby wurde engagiert, um eine Erneuerung des Pacific Salmon Treaty zu vereinbaren. Beeby bereitete einen Entwurf vor, der jedoch vor seiner Fertigstellung bereits an die Presse durchgestochen wurde. Der Entwurf gab in großen Teilen Kanadas Positionen Vorzug, sodass die Vereinigten Staaten ihn ablehnten.
Beeby starb am 19. März 2000 in Genf im Alter von 64 Jahren. Der damalige Generaldirektor Mike Moore würdigte seine Leistung. Der damalige Vorsitzende des Appellate Body Florentino Feliciano würdigte seine Höflichkeit, seine Bereitschaft, zuzuhören und andere Standpunkte aufzunehmen, und seine Arbeitsbereitschaft. Der neuseeländische Außenminister Phil Goff würdigte Beeby als einen der besten internationalen Anwälte der Welt.

### Ehrungen
Das neuseeländische Außenministerium organisiert jährlich ein Beeby Colloquium, benannt nach Christopher Beeby. Es ist eine Plattform des Austausches für Anwälte, Regierungsmitglieder und Juristen und wird entsprechend der speziellen Verfahrensart Chatham House Rule durchgeführt.
In der Antarktis wurde der Beeby Peak nach dem Juristen benannt.